# Garage Inc.
Garage Inc. és un àlbum compilatori i de versions editat per la banda estatunidenca Metallica. La seva publicació es va realitzar el 23 de novembre de 1998 mitjançant Elektra Records. Aquest treball inclou cançons versionades, cares-B i l'EP The $5.98 E.P.: Garage Days Re-Revisited que fou llançat originalment l'any 1987. El títol és una combinació de Garage Days Revisited i la cançó "Damage, Inc.", inclosa en l'àlbum Master of Puppets. Inclou cançons d'altres artistes de diversos estils que van influir en els membres de Metallica. Les seves vendes van superar els sis milions de còpies internacionalment.

## Producció
Tot just acabada la gira Poor Re-Touring Me Tour van tornar a l'estudi de gravació per començar l'enregistrament d'un nou àlbum de versions. La intenció era realitzar una cosa diferent després de tres àlbums d'estudi consecutius i van pensar que fer versions de cançons d'altres artistes i adaptar-les a l'estil de Metallica seria una bona idea. Durant les següents tres setmanes van enregistrar deu cançons i només una va ser enregistrada a banda, concretament la versió de «Tuesday's Gone» de Lynyrd Skynyrd, que fou gravada en una emissora de ràdio junt amb els amics Les Claypool, John Popper i Gary Rossington. S'hi poden trobar versions de bandes famoses com Motörhead, Black Sabbath, Bob Seger o Queen.
La portada de l'àlbum és una fotografia de Ross Halfin on es poden veure els membres de Metallica vestits com a mecànics de cotxes. La banda volia crear un llibret amb informació detallada del projecte, i el dissenyador Andy Airfix tingué accés per cercar en el catàleg de pertinences i records de Lars Ulrich sobre la banda. Airfix també va fer la contraportada de l'àlbum amb la portada modificada respecte els caps dels membres.
El senzill «Whiskey in the Jar» fou premiat als Grammy del 2000 en la categoria de millor actuació de rock dur.

## Llista de cançons

### Disc 1
| Núm.          | Títol                      | Composició                                                           | Artista original                   | Durada |
| ------------- | -------------------------- | -------------------------------------------------------------------- | ---------------------------------- | ------ |
| 1.            | «Free Speech for the Dumb» | Garry Maloney, Kevin "Cal" Morris, Tony "Bones" Roberts, Roy "Rainy" | Discharge (1982)                   | 2:36   |
| 2.            | «It's Electric»            | Sean Harris, Brian Tatler                                            | Diamond Head (1980)                | 3:34   |
| 3.            | «Sabbra Cadabra»           | Ozzy Osbourne, Tony Iommi, Geezer Butler, Bill Ward                  | Black Sabbath (1973)               | 6:20   |
| 4.            | «Turn the Page»            | Bob Seger                                                            | Bob Seger (1973)                   | 6:06   |
| 5.            | «Die, Die My Darling»      | Glenn Danzig                                                         | The Misfits (1984)                 | 2:29   |
| 6.            | «Loverman»                 | Nick Cave                                                            | Nick Cave and the Bad Seeds (1994) | 7:53   |
| 7.            | «Mercyful Fate»            | King Diamond, Hank Shermann                                          | Mercyful Fate (1982, 1983)         | 11:11  |
| 8.            | «Astronomy»                | Joe Bouchard, Albert Bouchard, Sandy Pearlman                        | Blue Öyster Cult (1974)            | 6:37   |
| 9.            | «Whiskey in the Jar»       | Eric Bell, Brian Downey, Phil Lynott                                 | The Dubliners (1968)               | 5:05   |
| 10.           | «Tuesday's Gone»           | Ronnie Van Zant, Gary Rossington, Allen Collins                      | Lynyrd Skynyrd (1973)              | 9:06   |
| 11.           | «The More I See»           | Maloney, Morris, Peter "Pooch" Purtill, Wainwright                   | Discharge (1984)                   | 4:49   |
| Durada total: | Durada total:              | Durada total:                                                        | Durada total:                      | 65:42  |

- «Sabbra Cadabra» és una versió de la cançó «A National Acrobat» de Black Sabbath.
- «Mercyful Fate» és un popurri de les cançons «Satan's Fall», «Curse of the Pharaohs», «A Corpse Without Soul», «Into the Coven» i «Evil».
- «Tuesday's Gone» fou enregistrada el 18 de desembre de 1997 en l'emissió del programa Don't Call Us, We'll Call You de KSJO.
- «The More I See» conté un segment petit de la cançó «Bridge of Sighs» de Robin Trower.

### Disc 2
Aquestes cançons són un conjunt de cares-B d'altres artistes que van inspirar a Metallica.
| 1. | «Helpless»                      | Harris, Tatler                                                            | Diamond Head (1980)     | 6:38 |
| 2. | «The Small Hours»               | John Mortimer, John McCullim, Bryan Bartley, Ron Levine                   | Holocaust (1983)        | 6:43 |
| 3. | «The Wait»                      | Jaz Coleman, Kevin "Geordie" Walker, Martin "Youth" Glover, Paul Ferguson | Killing Joke (1980)     | 4:55 |
| 4. | «Crash Course in Brain Surgery» | Burke Shelley, Tony Bourge, Ray Phillips                                  | Budgie (1974)           | 3:10 |
| 5. | «Last Caress/Green Hell»        | Glenn Danzig                                                              | The Misfits (1980/1983) | 3:30 |

| 6. | «Am I Evil?» | Harris, Tatler                     | Diamond Head (1980) | 7:50 |
| 7. | «Blitzkrieg» | Ian Jones, Jim Sirotto, Brian Ross | Blitzkrieg (1981)   | 3:37 |

| 8.  | «Breadfan»         | Bourge, Phillips, Shelley                                        | Budgie (1973)              | 5:41 |
| 9.  | «The Prince»       | Harris, Tatler                                                   | Diamond Head (1980)        | 4:26 |
| 10. | «Stone Cold Crazy» | Freddie Mercury, Brian May, Roger Taylor, John Deacon            | Queen (1974)               | 2:19 |
| 11. | «So What»          | Nick "Animal" Kulmer, Chris "Magoo" Exall, Clive "Winston" Blake | Anti-Nowhere League (1981) | 3:09 |
| 12. | «Killing Time»     | Vivian Campbell, Trevor Fleming, Raymond Haller, Davy Bates      | Sweet Savage (1981)        | 3:04 |

| 13.           | «Overkill»           | Eddie Clarke, Ian Kilmister, Phil Taylor | Motörhead (1979) | 4:05  |
| 14.           | «Damage Case»        | Clarke, Kilmister, Taylor, Mick Farren   | Motörhead (1979) | 3:40  |
| 15.           | «Stone Dead Forever» | Clarke, Kilmister, Taylor                | Motörhead (1979) | 4:52  |
| 16.           | «Too Late Too Late»  | Clarke, Kilmister, Taylor                | Motörhead (1979) | 3:12  |
| Durada total: | Durada total:        | Durada total:                            | Durada total:    | 70:51 |

- Les cançons "Free Speech for the Dumb", "Loverman", "Astronomy" i "The More I See" no han estat mai interpretades en directe.
- "Last Caress/Green Hell" conté una paròdia de la cançó "Run to the Hills" d'Iron Maiden al final. Iron Maiden va respondre en la cara-B de la cançó "Space Station No. 5".

## Posicions en llista
| Llista (1998) | Posició | Certificacions |
| ------------- | ------- | -------------- |
| Alemanya      | 1       |                |
| Austràlia     | 2       |                |
| Canadà        | 3       |                |
| Estats Units  | 1       | 5x Platí       |
| Espanya       | 84      |                |
| França        | 9       |                |
| Nova Zelanda  | 3       |                |
| Regne Unit    | 29      | 1x Or          |

## Crèdits
Metallica
- James Hetfield – veu, guitarra rítmica; guitarra solista ("Whiskey in the Jar")
- Kirk Hammett – guitarra solista
- Lars Ulrich – bateria
- Jason Newsted – baix, veus addicionals
- Cliff Burton – baix ("Am I Evil?" i "Blitzkrieg")

Músics convidats a "Tuesday's Gone"
- Pepper Keenan – veu
- Jerry Cantrell – guitarra
- Sean Kinney – percussió
- Jim Martin – guitarra
- John Popper – harmònica
- Gary Rossington – guitarra
- Les Claypool – banjo

Personal tècnic
- Bob Rock – producció
- James Hetfield – producció
- Lars Ulrich – producció
- Mike Clink – enginyeria
- Brian Dobbs – enginyeria
- Jeffrey Norman – enginyeria
- Csaba Petocz – enginyeria
- Randy Staub – enginyeria
- Toby Wright – enginyeria
- Leff Lefferts – assistent enginyeria
- Chris Manning – assistent enginyeria
- Kent Matcke – assistent enginyeria
- Mike Fraser – mescles
- Flemming Rasmussen – mescles
- Randy Staub – mescles
- George Marino – masterització, remasterització
- Paul DeCarli – edició digital
- Mike Gillies – edició digital
- Andie Airfix – disseny
- Ross Halfin – disseny portada, fotografia
- Anton Corbijn – fotografia
- Mark Leialoha – fotografia
- David Fricke – notes